# خوآن اربوس
خوآن اربوس (اسپانیایی: Juan Arbós‎؛ زادهٔ ۱۲ نوامبر ۱۹۵۲) بازیکن هاکی روی چمن اهل اسپانیا بود.
وی در مسابقات کشوری و بین‌المللی در مجموع برندهٔ ۱ مدال نقره شده‌است.